# William Clement Ley
William Clement Ley (6 de julio de 1840-22 de abril de 1896) fue un clérigo y un pionero en meteorología quien estudió nubes; y, examinó su dinámica y uso en pronósticos del tiempo.

## Biografía
Ley era aborigen de Brístol. Su padre, William Henry Ley, era director de escuela en la Hereford Cathedral School. Estudió a los clásicos en la Magdalen College de Oxford, graduándose con un BA de primera clase, en 1862; y un MA en 1864. Desarrolló un interés en meteorología; y, fue nombrado vicepresidente de la Sociedad Meteorológica de la Universidad. En 1863, Ley fue ordenado sirviendo en Herefordshire antes de convertirse en rector de Ashby Parva, Leicestershire en 1874. 
En 1873, fue elegido miembro de la Sociedad Meteorológica; publicando un buen número de estudios en el Quarterly Journal of the Royal Meteorological Society.

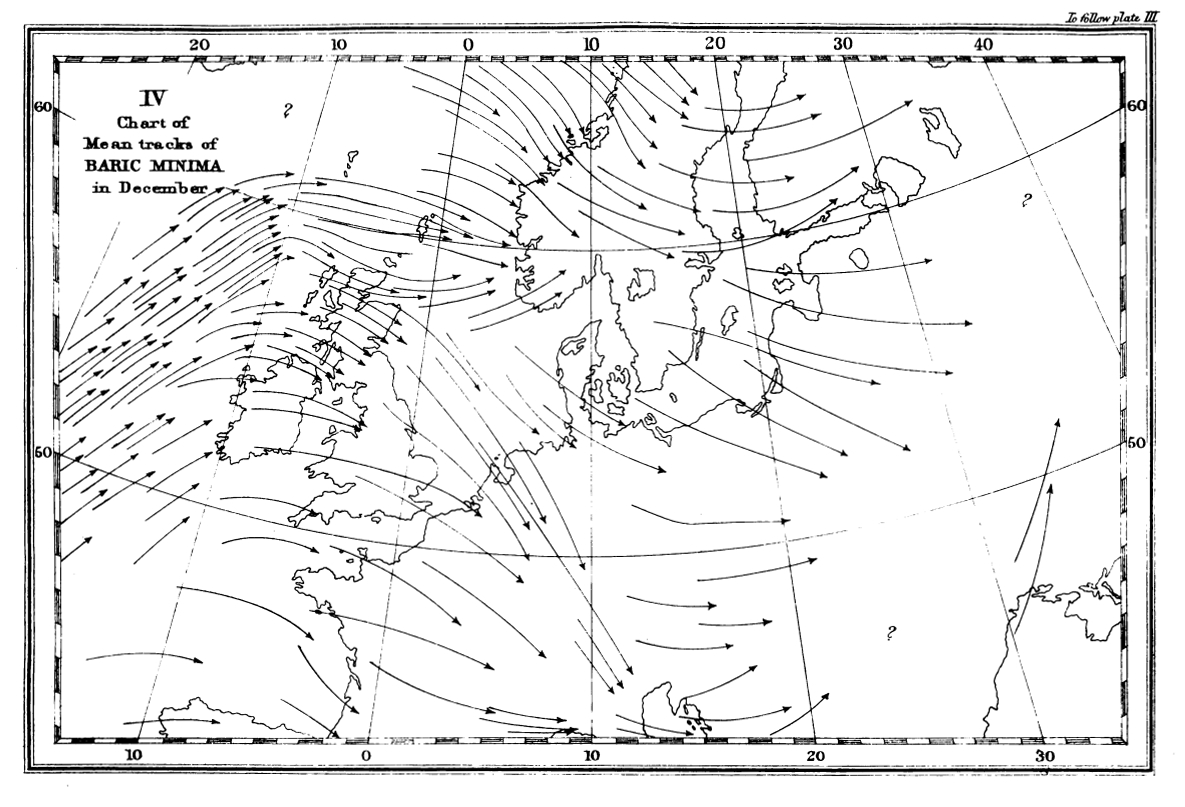
Carta de vientos, en Europa, 1792

La principal contribución de Ley fue su libro, de 1894, sobre las nubes titulado Cloudland: A study  on the structure and characters of clouds (Cloudland: un estudio sobre la estructura y los caracteres de las nubes).
Examinó cómo las formaciones de nubes estaban relacionadas con el tiempo; y, el valor de la observación de las nubes en el pronóstico meteorológico. Posiblemente fue el primero en examinar las circulaciones de aire superiores y su relación con el flujo de aire en altitudes más bajas. Estudió las derivas de los cirros y examinó lo que ahora se denomina corriente en chorro.
En 1866, se casó con Elizabeth; y, tuvieron ocho hijos. En 1892, renunció a su posición clerical; y, murió en 1896, dos años después del deceso de su esposa.
Su obra fue ignorada en gran medida, hasta que sus ideas fueron redescubiertas cuarenta años después.

## Otras obras
- 1880. Aids to the Study and Forecast of Weather. Issue 40 de v. 1 de Great Britain - Meteorological office. Miscellaneous publications. Autor William Clement Ley, publicó H.M. Stationery Office, 38 p.

- 1872. "William%20Clement%20Ley"&source=gbs_book_other_versions The Laws of the Winds Prevailing in Western Europe, parte 1. Autor William Clement Ley, publicó Stanford, 164 p.